# Mahmoud Mohamed Chaker
Pour les articles homonymes, voir Chaker.
Mahmoud Mohamed Chaker (arabe : محمود محمد شاكر) est un universitaire, journaliste et poète égyptien né le 1er février 1909 à Alexandrie et mort le 7 août 1997 au Caire. Il se distingua dans le milieu universitaire par ses recherches rigoureuses sur les auteurs du patrimoine classique arabe, et notamment par son édition des Tabaqât d'Ibn Sallâm al-Jumahî. Il s'illustra par ailleurs en Égypte en s'opposant à l'occidentalisation de la langue arabe, et en menant de nombreuses batailles littéraires, notamment contre Taha Hussein, autour de l'originalité de la culture arabe et des sources de la poésie préislamique.

## Biographie

### Origine et éducation
Mahmoud Mohamed Chaker naquit dans la nuit du 1er février 1909 à Alexandrie. La même année, la famille déménagea au Caire pour suivre son père, cheikh des oulémas d'Alexandrie, qui venait d'être nommé vicaire de la grande mosquée d'al-Azhar. 
Du fait des fonctions de son père, Mahmoud Chaker grandit dans un milieu religieux pratiquant. Ses frères et sœurs reçurent une éducation strictement religieuse. Lui en revanche, le plus jeune de sa fratrie, intégra l'école publique. Il entra à l'école primaire en 1916. Après la révolution de 1919, il entra au collège où il se prit d'enthousiasme pour les leçons d'anglais, une langue complètement nouvelle pour lui. À la même époque, il passait ses temps libres à la mosquée d'al-Azhar, où il put entendre réciter de la poésie. À cette occasion, il apprit par cœur le diwân de Mutanabbi tout entier. Il entra au lycée en 1921, en parcours scientifique, où il acquit une bonne connaissance des mathématiques. À la fin du lycée, malgré ses compétences en mathématiques et sa maîtrise de l'anglais, il choisit de s'inscrire à la faculté de Lettres, dans le département de Langue arabe. Normalement, sa formation scientifique l'empêchait de faire ce choix, mais il fut reçu en 1926 grâce à l'intervention de Taha Hussein auprès d'Ahmad Lutfi al-Sayyid, doyen de l'Université du Caire.
À l'université, il assista aux cours de Taha Hussein, lequel exposait alors les idées qu'il fit connaître dans son livre De la poésie préislamique (arabe : في الشعر الجاهلي). Quelle ne fut pas la surprise de Chaker quand il entendit Taha Hussein expliquer que la poésie jâhilite était faussement attribuée aux auteurs du VIe siècle, qu'elle était apocryphe, et qu'elle n'était certainement pas l'œuvre d'Imrou'l Qays ou de Zuhayr !